# Alsóegregy község
Alsóegregy község (románul: Comuna Românași) község Szilágy megyében, Romániában. Központja Alsóegregy, beosztott falvai Alsónyárló, Csömörlő, Egregypósa, Romlott, Vaskapu.

## Népessége
A 2011-es népszámlálás adatai alapján a község népessége 2894 fő volt.